# Llanfihangel
Llanfihangel är en community i Storbritannien.   Den ligger i kommunen Powys och riksdelen Wales, i den södra delen av landet, 260 km nordväst om huvudstaden London.
De största byarna i communityn är Llanfihangel-yng-Ngwynfa, Dolanog, Pont Llogel och Llwydiarth.